# Cevovod
Cevovod je sistem hijerarjhijski povezanih cevi namenjen transportu i distribuciji materije u tečnom i/ili gasnom stanju do objekata na teritoriji jedne oblasti (opštine, grada, regiona, države, kontinenta, prekookenaski…) U zavisnosti od materije koja se transportuje može biti vodovod (voda za piće), toplovod (topla voda za grejanje), parovod (para za zagrevanje) i gasovod (gas za grejanje i industriju).

## Spoljašnje veze
Mediji vezani za članak Cevovod na Vikimedijinoj ostavi